# افشین شرکت
افشین شرکت (زاده ۱۳۳۲ تبریز) فارغ‌التحصیل طراحی صحنه و لباس از دانشگاه F.I.T است. وی فعالیت هنری خود را در سینما با کارگردانی فیلم کوتاه داستانی و نیمه داستانی آغاز کرد.

## کارگردان

### سینما
- عاشق (۱۳۸۵)
- شکلات (۱۳۸۲)
- همسر دلخواه من (۱۳۷۹)
- آرایش مرگ (۱۳۷۳)
- دیدار در استانبول (۱۳۷۰)
- فانی (۱۳۶۸)
- زلزله دوم (۱۳۵۶)

### تلویزیون
افشین شرکت در تلویزیون بیشتر به ساختِ فیلم‌ها و مجموعه‌های تلویزیونی برای کودکان مشغول بوده است که برخی از آنها عبارتند از:
- مشکلی به نام بند کفش
- ایستادن ممنوع
- دنیای کاغذی
- خانهٔ صورتی
- یومیه
- دنیای حیوانات (۱۳۵۷) - شبکه اول
- زلزله دوم (۱۳۵۶)

## نویسنده
- عاشق (۱۳۸۵)
- شکلات (۱۳۸۲)
- همسر دلخواه من (۱۳۷۹)
- آرایش مرگ (۱۳۷۳)
- دیدار در استانبول (۱۳۷۰)
- فانی (۱۳۶۸)
- زلزله دوم (۱۳۵۶)

## تهیه‌کننده
- آرایش مرگ (۱۳۷۳)
- فانی (۱۳۶۸)
- زلزله دوم (۱۳۵۶)

## طراح صحنه
- شکلات (۱۳۸۲)
- فانی (۱۳۶۸)

## طراح لباس
- شکلات (۱۳۸۲)
- فانی (۱۳۶۸)